# Chauffeurs de la Drôme
Les chauffeurs de la Drôme étaient des bandits qui terrorisaient les habitants de la campagne autour de Valence et de Romans-sur-Isère, dans le département de la Drôme, entre 1905 et 1908.
C'est durant cette période où la fréquence de ce type de crime organisé sévissait en France que le président du Conseil et ministre de l'Intérieur Georges Clemenceau prit la décision de créer les fameuses Brigades du Tigre.

## Crimes

Situation géographique du département de la Drôme

La méthode utilisée consistait à s'introduire, de nuit, dans des maisons, de s'emparer des habitants de celles-ci et de leur brûler les pieds sur les braises de la cheminée, (d'où le nom de « chauffeurs »), afin de leur faire révéler l'endroit où les économies étaient cachées. Les malfaiteurs auraient tué dix-huit personnes.
Agissant toujours de nuit, les « chauffeurs » reprenaient leurs activités professionnelles, de cordonnier ou de maçon, le jour. Cela leur permettait d'éviter d'être repérés pendant plusieurs années. Leurs méfaits faisaient la une du Petit Journal.
Leurs méfaits se déroulèrent dans la partie septentrionale du département de la Drôme, dans des localités situées dans la région de Valence et de Romans-sur-Isère. En plus de divers vols avec effractions, ils furent les auteurs de meurtres dans des conditions assez sordides, dont notamment celui de Mondy (près de Bourg-de-Péage) en assassinant Maria Juge, une personne âgée vivant seule, celui d'Alixan en tuant M. Dorier et sa fille Noémie, ainsi que celui des Tortel, deux octogénaires demeurant à Bourg-de-Péage.

## Condamnations

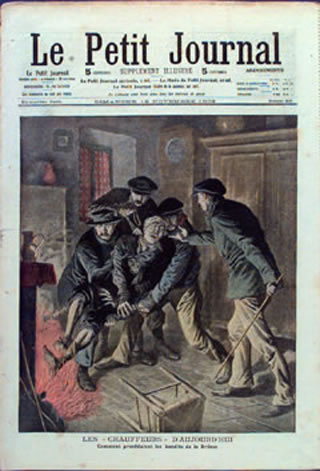
Page de couverture Le Petit Journal du 15 novembre 1908 : « Les chauffeurs d'aujourd'hui. Comment procédaient les bandits de la Drôme ».

Démasqués, Octave-Louis David, trente-six ans, cordonnier à Tournon, Pierre-Augustin-Louis Berruyer, du même âge, cordonnier à Romans, et Urbain-Célestin Liottard, quarante-six ans, manœuvre dans la même ville, sont arrêtés par le commissaire Floch, dirigeant la brigade mobile de Lyon. Un quatrième larron, Jean Lamarque, échappe dans un premier temps à la justice. La plupart des crimes auraient été préparés au domicile de Berruyer, no 26 rue Pêcherie à Romans, avec l'aide de trois autres complices : Noémie Nirette surnommée la « Poule noire », Hippolyte Caleu dit « Bel-Œil », et Romanin Finet.
Jugés, les trois principaux instigateurs sont condamnés à mort par les assises de la Drôme le 10 juillet 1909 et sont guillotinés en public le matin du 22 septembre 1909, à l'intersection de la rue Amblard et de l'avenue de Chabeuil, face à l'entrée de la prison de Valence, devant une foule dense (jusqu'à 2 000 personnes selon certains témoignages), par le bourreau Anatole Deibler.
L'exécution des « chauffeurs » sera celle qui fera l'objet du plus grand nombre de photographies en dépit des instructions formelles du ministère de la justice. Plusieurs de ces clichés seront publiés sous forme de cartes postales, qui connaîtront un grand succès. Il semblerait qu'à l'occasion, un film ait même été tourné, des articles de presse de l'époque annonçant sa projection dans une salle de Valence.
Les dépouilles des suppliciés sont enterrées en dehors du mur de clôture du cimetière de la ville. Au moment de son exécution, David, qui venait de marcher dans une flaque de boue, aurait plaisanté : « Je vais m'enrhumer » puis, en direction de la foule, il aurait crié : « Salut mes enfants, salut ! ».
Condamné à mort par contumace, Lamarque est arrêté le 1er avril 1910. Il voit sa peine confirmée par les assises de la Drôme, mais est finalement gracié par le président Armand Fallières, qui était contre la peine de mort mais avait été poussé par l'opinion publique à ne pas gracier les trois autres. Lamarque purge une peine de travaux forcés à perpétuité au bagne de Cayenne, où il terminera ses jours.